# Caussols
 Caussols  es una población y comuna francesa, en la región de Provenza-Alpes-Costa Azul, departamento de Alpes Marítimos, en el distrito de Grasse y cantón de Le Bar-sur-Loup.

## Demografía
| 19 | 17 | 15 | 15 | 38 | 33 | 87 | 104 | 107 | 111 | 109 | 110 | 112 | 150 | 167 | 143 | 20 | 97 | 91 | 83 | 78 | 87 | 71 | 110 | 35 | 29 | 43 | 60 | 61 | 99 | 117 | 150 | 229 |
| Para los censos de 1962 a 1999 la población legal corresponde a la población sin duplicidades (Fuente: INSEE [Consultar]) |    |    |    |    |    |    |     |     |     |     |     |     |     |     |     |    |    |    |    |    |    |    |     |    |    |    |    |    |    |     |     |     |